# 麦波申
麦波申（英語：MacPherson）是位于新加坡中部地区芽笼区的一个社区，處於阿裕尼和巴耶利峇社区之间。  麦波申主要由以循环路（Circuit Road）和工业区为中心的各种組屋组成。加冷河贯穿社区，将麦波申路附近的私人住宅区和循环路沿线的公共住宅区分隔开来。
麦波申的许多居民都是老一代，这主要是因为它是1950年代至1970年代首批实施的几个主要公共住房项目之一。 因此，麦波申的大部分设施都适合轮椅和老年人使用。尽管如此，仍有多个预购组屋项目正在建设中，例如 MacPherson Spring、MacPherson Weave等，这些开发项目仍在进行中，面向新成立的年轻家庭。
它由麦波申民众俱乐部提供服务，该俱乐部由人民协会运营，居民委员会(RCs)和邻里委员会(NCs)分布在整个社区。他们组织各种计划让居民互动并促进社区参与。在政治上，它在议会中的代表是麥波申單選區，自2011年起由人民行动党的陈佩玲担任国会议员。

## 词源
该地区也被称为惹兰克拉巴 （Jalan Klapa，椰子路） ，因为该地区历史上穿过椰子种植园。 麦波申路以罗纳德麦波申上校(1817–1869)的名字命名。他参与了1841年的第一次鸦片战争，并于1843年被任命为海峡殖民地炮兵队参谋官。他分别于1855年和1857年接替 H. Man上校担任马六甲执行工程师、罪犯监督和參政司。
在克里米亚战争爆发时，他一直积极组建当地的志愿军团，并被任命为1854年成立的新加坡志愿步枪团第一连长。1856年第一部市政法令生效时，他成为市政局的当然成员，后来三度成为主席。1867年海峡殖民地成为皇家殖民地时，他被任命为第一任辅政司。
麦波申还沿着英格兰已荒废的内特利修道院为蓝本设计了现在的圣安德烈座堂，并在六年内使用从印度派来的强迫刑工建造了它。座堂于1862 年完工，被认为是远东地区最好的教会建筑地标之一。麦波申于1869年去世，随后被安葬在旧武吉知马基督教公墓，大约在这个时候，惹兰克拉巴随后被重新命名以纪念他。今天的墓地已经被美化并变成了公园。

## 宗教
附近有教堂、寺庙和清真寺等宗教场所。其中包括神召会三一基督徒中心、恩典浸信教会、沙林玛达回教堂和黄老先师庙。 这些宗教组织通常会扩展慈善机构，并积极为麦波申社区的有需要的人服务。

## 教育
教育部在新加坡麦波申共有4所主流中小学。 它们是芽笼卫理学校（小学） 、芽笼卫理学校（中学） 、嘉诺撒天主教小学和圣玛格丽特小学（暂时搬迁到这里进行旧校区的改善工作）。还有一所特殊需要学生的学校，称为嘉诺撒学校。 

## 基础设施

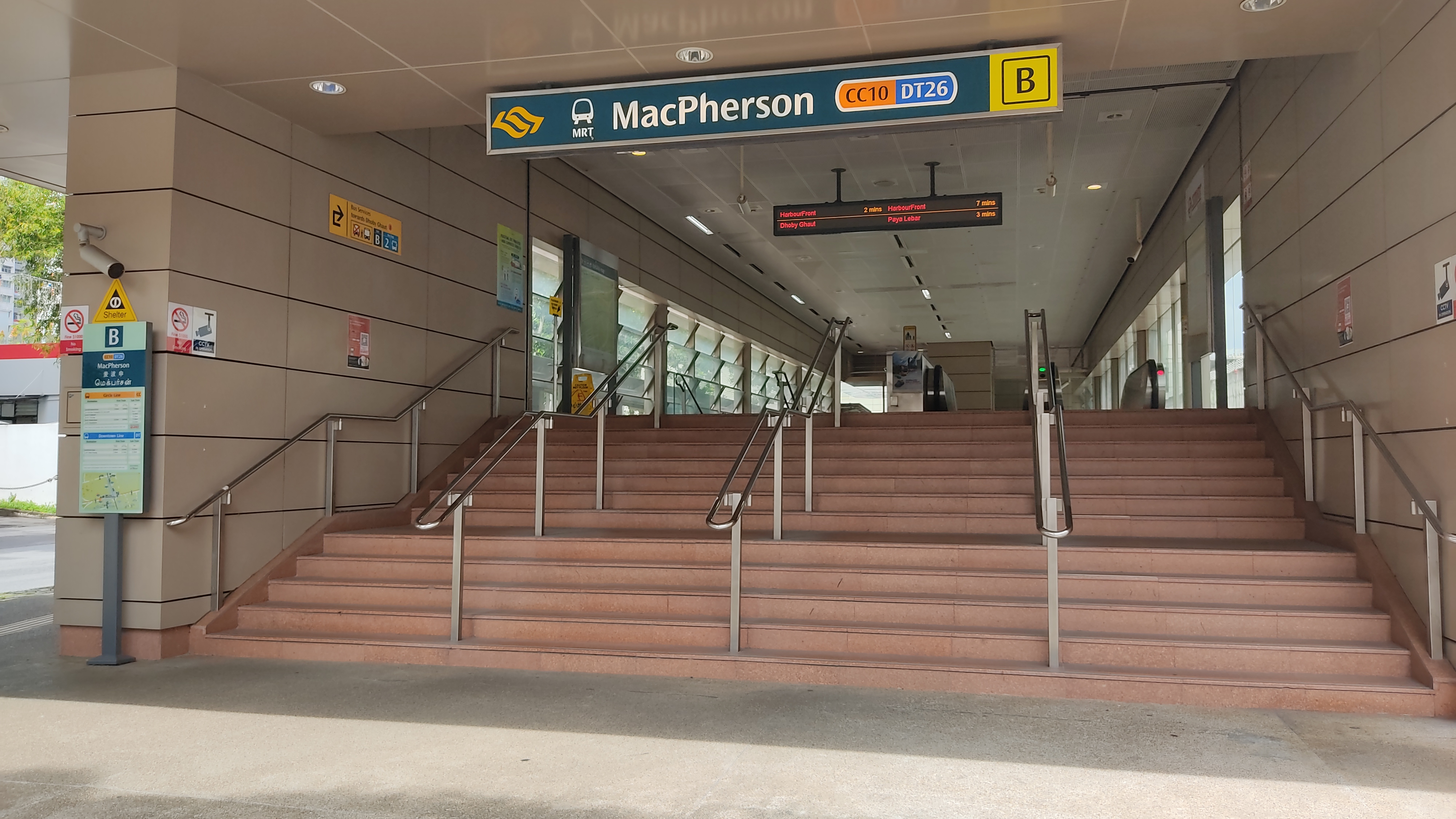
麦波申地铁站

该社区由环地铁线和市中心地铁线在麦波申地铁站和玛达地铁站提供服务。
该社区由国家医疗保健集团(NHG)运营的芽笼综合诊所提供服务。 附近亦有不少私人全科医生，通常位于組屋楼下。
麦波申与新加坡其他地区的一个独特特征是它的小贩饮食文化。该社区的小贩中心经常受到当地媒体和美食博主（包括国际博主）的关注和光顾。      特别是，位于麦波申的五个独特的大型小贩中心涵盖了整个社区。 
为了迎合麦波申和新加坡的种族和宗教的多样性，他们提供新加坡的独特菜肴，这些菜肴由当地华人、马来人、印度人和欧亚人社区创造。最值得注意的是，新闻和社交媒体上密集报道的小贩中心是 79 号和 79A 号环形路小贩中心，以及位于 80 号环形路美食中心的两层综合楼。 
虽然小贩中心遍布全国，但对麦波申的吸引力是由于大多数小贩摊主年龄较大，并且会以传统风格准备食物，并且價格也较低。 然而，新的小贩趋势出現，通常是年轻的攤主，他们开始了第一个小贩摊位，出售亚洲地区美食，如日本和泰国美食。   